# Joe Ascione
Joe Ascione (14 de marzo de 1961 - 11 de marzo de 2016) fue un baterista de jazz estadounidense.
Creció en Brooklyn, Nueva York. Comenzó a tocar la batería a los 2 años. Sus padres le compraron su primera batería a los 4 años y ya tocaba profesionalmente cuando tenía 12 años. Cuando era adolescente, fue roadie de Buddy Rich. Cita a Rich, Gene Krupa y Philly Joe Jones como bateristas que captaron su atención por más tiempo que los bateristas de música pop que escuchó cuando era niño. 
Aunque era baterista de jazz, no le gustaba limitarse a esa categoría. Actuó, grabó o realizó giras con músicos de jazz, rock y música pop, incluidos Cab Calloway, Donald Fagen, Della Reese, David Grisman, George Coleman, Billy Mitchell, Flip Phillips, Al Hirt, Dr. John, Phoebe Snow, Jon. Hendricks, Dick Hyman, Joey DeFrancesco, Frank Vignola y Herb Ellis.
En 2000, le diagnosticaron esclerosis múltiple.  Murió el 11 de marzo de 2016, a la edad de 54 años.

## Discografía
- My Buddy – A Tribute to Buddy Rich (Nagel-Heyer, 1997)
- Post No Bills (Arbors, 1998)
- Movin' Up (Arbors, 2008)[2]